# Tabanus rhizophorae
Tabanus rhizophorae är en tvåvingeart som beskrevs av David Fairchild 1943. Tabanus rhizophorae ingår i släktet Tabanus och familjen bromsar. Inga underarter finns listade i Catalogue of Life.